# Rio das Antas (Minas Gerais)
O Rio das Antas é um curso de água brasileiro do estado de Minas Gerais. O rio capta águas do Planalto de Poços de Caldas, e ingressa na área do Município de Poços de Caldas nos limites com o Município de Andradas, é barrado na Represa do Bortolan, forma o Véu das Noivas, passa pelo Estádio Municipal, recebe águas do Ribeirão de Poços, forma as Cascatas das Antas e Andorinhas e passa a ser chamado como Rio Lambari que deságua no Rio Pardo.